# Požegrmac
Požegrmac (en serbe cyrillique : Пожегрмац) est un village de Serbie situé dans la municipalité de Priboj, district de Zlatibor. Au recensement de 2011, il comptait 149 habitants.

## Démographie

### Évolution historique de la population
| 1948 | 1953 | 1961 | 1971 | 1981 | 1991 | 2002 | 2011 |
| ---- | ---- | ---- | ---- | ---- | ---- | ---- | ---- |
| 412  | 461  | 458  | 401  | 343  | 277  | 188  | 149  |